# アンディー・イアダム
アンディー・イアダム（Andy Yiadom、1991年12月2日 - ）は、イングランド・ロンドンイズリントン区出身のプロサッカー選手。サッカーガーナ代表。レディングFC所属。ポジションはDF。

## クラブ経歴

### クラブ
ワトフォードFCのアカデミーで育成されたが、トップチームには昇格できず、ノンリーグでキャリアをスタート。
2011-12シーズン冬のウインドーでリーグ2のバーネットFCに加入。2月18日のシュルーズベリー・タウンFC戦でプロデビューを果たした。3月10日のポート・ヴェイルFC戦でプロ初ゴール。
2016年5月、バーンズリーFCに移籍。2018年5月、レディングFCに移籍。

### 代表
イングランドC代表歴があるが、両親がガーナ人であるためA代表はガーナに変更した。
2016年11月、ガーナ代表初招集。アフリカネイションズカップ2017・エジプト戦で初キャップ。

## 所属クラブ
- ヘイズ・アンド・イェディング・ユナイテッドFC 2010-2011
- ブレントリー・タウンFC　2011-2012
- バーネットFC 2012-2016
- バーンズリーFC　2016-2018
- レディングFC　2018-

## タイトル

### クラブ
バーネット
- カンファレンス・ナショナル: 2014-15

### 個人
- カンファレンス・ナショナル年間ベストイレブン: 2014-15